# Formel Nippon 2009
Formel Nippon 2009 kördes över nio omgångar. Loïc Duval tog sin första titel i mästerskapet. Benoît Tréluyer slutade tvåa, och avslutade därefter sin karriär i serien.

## Delsegrare
| Datum        | Bana      | Vinnare         |
| ------------ | --------- | --------------- |
| 5 april      | Fuji      | Benoît Tréluyer |
| 17 maj       | Suzuka    | Loïc Duval      |
| 31 maj       | Motegi    | Takashi Kogure  |
| 28 juni      | Fuji      | Loïc Duval      |
| 12 juli      | Suzuka    | Loïc Duval      |
| 9 augusti    | Motegi    | André Lotterer  |
| 30 augusti   | Autopolis | Takashi Kogure  |
| 27 september | Sugo      | Loïc Duval      |

## Slutställning
| Plats | Förare            | Poäng |
| ----- | ----------------- | ----- |
| 1     | Loïc Duval        | 62    |
| 2     | Benoît Tréluyer   | 40    |
| 3     | André Lotterer    | 39    |
| 4     | Takashi Kogure    | 37    |
| 5     | Kohei Hirate      | 32    |
| 6     | Hiroaki Ishiura   | 30    |
| 7     | Koudai Tsukakoshi | 20    |
| 8     | Takuya Izawa      | 14    |
| 9     | Kazuya Oshima     | 13    |
| 10    | Richard Lyons     | 11    |
| 11    | Tsugio Matsuda    | 11    |
| 12    | Yuji Tachikawa    | 9     |
| 13    | Keisuke Kunimoto  | 1     |